# Národní osvobozenecká armáda (Severní Makedonie)
Národní osvobozenecká armáda (albánsky: Ushtria Çlirimtare Kombëtare - UÇK, makedonsky Ослободителна народна армија - ОНА, Osloboditelna narodna armija - ONA) je vojenská organizace působící v Severní Makedonii od roku 2001 a je úzce spojena s rozpuštěnou Kosovskou osvobozeneckou armádou. Cílem skupiny je odtržení Albánci osídlených oblastí od Severní Makedonie.
Organizace měla být rozpuštěna podle mírové dohody, která ukončila albánsko-makedonský konflikt z roku 2001. V květnu 2015 se skupina ozbrojenců hlásící se k rozpuštěné Národně osvobozenecké armádě, vyzbrojená automatickými zbraněmi a granátomety, střetla s makedonskými policisty ve městě Kumanovo. 22 lidí bylo během těžkých bojů zabito.